# Leptotyphlops nigricans
Espèce
Synonymes
- Typhlops nigricans Schlegel, 1839

Leptotyphlops nigricans est une espèce de serpents de la famille des Leptotyphlopidae.

## Répartition
Cette espèce se rencontre en Afrique du Sud, en Angola, en Zambie, en Congo-Kinshasa, au Rwanda, en Ouganda, en Tanzanie, en Éthiopie, en Somalie et au Soudan du Sud.

## Publication originale
- Schlegel, 1839 : Abbildungen neuer oder unvollständig bekannter Amphibien, nach der Natur oder dem Leben entworfen und mit einem erläuternden Texte begleitet. Arne and Co., Düsseldorf, p. 1-141 (texte intégral).